# Pierre Raynaud
Pour l’article ayant un titre homophone, voir Pierre Reynaud.
Pour les articles homonymes, voir Raynaud et Pierre Raynaud (basket-ball).
Pierre Raynaud, ne le 23 août 1921 à Vitry-sur-Seine et mort le 25 janvier 2010 à Santa Cruz de Tenerife, fut, pendant la Seconde Guerre mondiale, un agent secret français du Special Operations Executive, qui effectua une mission en France (dans le réseau JOCKEY de Francis Cammaerts) en 1943-1944, et une en Extrême-Orient en 1945.

## Identités
- État-civil : Pierre Jean Louis Raynaud
- Comme agent du SOE :
  - Nom de guerre (field name) : « Alain »
  - Nom de code opérationnel : LINKMAN (en français PORTE-FLAMBEAU)
  - Pseudos : Peter Fox (à Gibraltar) ; Pierre Robinet (à l'entraînement)
  - Fausse identité en mission : Pierre Roussel, directeur d'exploitation agricole, né le 23 août 1916 à Paris
  - Surnom pour le FFI de la Drôme : capitaine Alain.

## Famille
- Son père : Louis Joseph Edmond Raynaud, Français, négociant.
- Sa mère : Marie-Louise Carmen Marquis, française
- Sa première femme : Suzanne Langlois. Mariage : 16 septembre 1946.
- Sa deuxième femme : Joséphine Orjekowski (dit Sonia) décédée le Lundi 6 juillet 2009. Mariage : 22 octobre 1952. Un enfant : Anne.
- Ses petits enfants : Laure et Yoan Alfrede Raynaud.

## Éléments biographiques

### Jeunesse
1921. Pierre Raynaud naît le 23 août, à Vitry-sur-Seine.
1932-1938. Collège Stanislas de Paris. Bac A.
1938-1939. Lycée Louis-le-Grand, Paris. Bac Philosophie. PME (Escadron de Saint-Georges).
1939-1940. Études : première année de licence à la faculté de droit de Paris ; préparation à ENFOM (École Coloniale) au lycée Louis-le-Grand.

### Deuxième Guerre mondiale
1940.
- Mai. Recruté dans l’armée. Son unité est le corps franc d’Afrique (CFA) et son arme l’infanterie coloniale.
- Novembre. Le 11, il fait partie du premier cortège d'étudiants qui manifestent sur les Champs-Élysées jusqu'à l'Arc de triomphe[1].

1941.
- Août-décembre. Activité civile : FF Inspecteur au Service de Sûreté du Gouvernement du Sénégal à Saint-Louis (Sénégal, AOF).

1942.
- Janvier-juin. Études : poursuite de la préparation à ENFOM au lycée d’Alger.
- Juillet-octobre. Activité civile : rédacteur à la préfecture d’Alger (ravitaillement général).
- Novembre. Le 10, il est enrôlé par le Special Detachment (commandos Tunisie) en tant qu’instructeur en armement et explosifs. Stage (armement léger et explosifs, combat de commandos). Le corps franc d’Afrique est constitué, englobant immédiatement les éléments du SD. Il assume les mêmes fonctions au camp d’Aïn Taya. Il se lie d'amitié avec Fernand Bonnier de la Chapelle.
- Décembre. Le 1er, il s’engage dans les Forces françaises libres, à Alger. Le 22, deux jours avant d'assassiner l'amiral Darlan, Bonnier lui expose en détail sa mission[2].

1943.
- Janvier. Il signe un engagement comme volontaire de deuxième classe. Le 10, il est nommé caporal-chef. Raynaud ayant fait la connaissance de Jacques Vaillant de Guélis, responsable de l'antenne du SOE en AFN, il obtient de partir pour l'Angleterre via Gibraltar : par ordre de mission du 12, il est détaché auprès de l’armée britannique pour des missions spéciales Angleterre. Il est mis en route le 17. À l’arrivée, le 18, il est nommé sous-lieutenant au titre de l’armée britannique.
- Février. Stage : perfectionnement général.
- Avril. Stages : technique et rôle d’un agent organisateur en territoire ennemi, sécurité, sabotage courant, sabotage industriel, codes, chiffre, transmissions.
- Mai. Stages : parachutiste, préparation de coups de main.
- Juin. Il est nommé lieutenant, le 1er.

Mission en France
Définition de la mission. Avec pour nom de guerre « Alain », il est envoyé dans le sud-est comme agent organisateur adjoint au lieutenant-colonel Francis Cammaerts « Roger », chef du réseau JOCKEY . Il fera également fonction d'instructeur en sabotage du réseau. Il va organiser le secteur de la Drôme, en coopération avec le chef de la Résistance à Montélimar, Raymond Louis Daujat. De plus, il apporte un pli volumineux « pour Archambaud » (c’est-à-dire Gilbert Norman) et un important courrier destiné à Cammaerts. Il lui a été recommandé de passer quatre jours à Paris « pour se familiariser avec les conditions de vie en France occupée ».
- Juin (suite). Dans la nuit du 17 au 18, il est parachuté sur le terrain de Chaumont-sur-Loire (Loir-et-Cher)[5] et réceptionné par Pierre Culioli[6]. À 150 m du point d’arrivée, les Allemands s’adonnent à une « chasse au sanglier »[7] ! La journée du 18, il reste seul au PC de Veilleins. Le 20, il quitte Culioli en lui donnant rendez-vous pour le 22 à midi à la gare d’Austerlitz, et il prend le train pour Blois, puis de là pour Paris. Lors de son premier contact avec Cammaerts et Daujat, le 22, Pierre Raynaud remet 200 000 francs. Il se rend à Montélimar, où, avec le nouveau courrier du réseau JOCKEY Cecily Lefort, il échappe de justesse à des envoyés de la Gestapo de Saint-Étienne, le 24. Par l'intermédiaire de Louis Daujat et de Roger Poyol, une maison sûre est aménagée chez Albert Mielle à La Paillette, près de Dieulefit[8].
- Juillet. Raynaud s'en va dans la maison du garde forestier André Viel à Menée[9], qui va devenir le berceau de l'organisation dans la Drôme du sud.
- Août. Le 27, il est arrêté par la police française à Paris, au restaurant Le Colisée, puis conduit à la préfecture de police. Il réussit à s’échapper rapidement : en sortant simplement à pied et se faisant passer pour un inspecteur.
- Septembre. Après l'arrestation de Cecily Lefort, Cammaerts envoie Raynaud à Chazelles pour y organiser les groupes de résistance et les terrains de largage, avant qu'ils soient pris en charge par M. Berroyer de Beaurepaire.
- Novembre. Les activités de Raynaud sont centrées autour de Crest, où Paul Pons est le chef de la Résistance locale dans la vallée de la Drôme.

1944.
- Janvier. Il est nommé capitaine. Le 9, il reçoit par avion deux chargements d'armes près de Crest, et un autre le 11. Il est en contact avec M. Alexis, chef FTP du département[10].
- Mars. Les groupes de Raynaud atteignent un effectif de 800 hommes. Durant le printemps, il y a de nombreuses arrestations dans toute la vallée du Rhône. Roger Poyol est tué et sa femme déportée par la Gestapo. Raynaud est obligé de se réfugier près de Bourdeaux, avec M. Simiand, à Francillon.
- Mai. Il est blessé au pied gauche (2e métatarse), en service commandé. Il conclut un accord avec Hermine, le chef départemental des FFI, qui divise le territoire en deux sections, au nord et au sud de la Drôme. L'accord fonctionne bien, avec Raynaud au sud. En tout, il organisera 27 parachutages, sur divers terrains, près de Crest, Bourdeaux, Nyons, Saillans (Drôme), Dieulefit et Saint-Nazaire-le-Désert.
- Juin. Le 6, il est nommé commandant du 3e bataillon FFI de la Drôme. Le 12 juin, vers 11 heures sur la route de Montjoux, alors qu’il se rend à Valréas, sa voiture est prise sous le feu de l’ennemi devant le Pont-du-Jars. Lambert, le chauffeur, est tué. Alain est blessé (Un éclat de balle dans le bras droit, de nombreux petits éclats dans le bras gauche et un petit éclat dans l’œil gauche) ; son adjoint, Paul Bontoux, également ; ils sont hospitalisés à Die, non sans avoir réussi, auparavant, avec l’aide d’André Blanc qui les accompagne, à sauver le FM et les documents qui se trouvent dans la voiture[11]. Il est opéré le 13 à l’hôpital de Die.
- Juillet. On lui remet la Croix de Guerre avec palme[12].
- Août-septembre. Opération sur les Alpes et missions de liaison. Le 30 septembre, il est repris (avec grade de capitaine) par la DGER où il a choisi de rester pour remplir une mission en Extrême-Orient.
- Décembre. Il reçoit son ordre de mission pour Londres le 30.

Mission en Extrême-Orient
1945.
- Janvier. Il est mis en route, le 8.
- Février. Il débarque à Bombay le 18. Il est affecté à Ceylan (à la SFLEO[13]), le 23, et y arrive le 28.
- Mars. Stage de jungle. Il est affecté à Calcutta, le 18.
- Avril. Il arrive à Calcutta, le 4. À Jessore[14] (Bengale), stage de pick up par Piper Cub, Lysander et Dakota.
- Juillet. Identification japonaise. Photos.
- Août. Il est parachuté à Paksé, au Laos, le 22.

### Après la guerre
1946. Il est désigné comme représentant français à la commission alliée aux crimes de guerre, le 30 janvier.
1947. Directeur des cadres d’outre-mer, Caisse centrale de coopération économique.
1961-1967. Pierre Raynaud est détaché en tant que Directeur général à la Banque gabonaise de développement. Entre 1962 et 1964, il est vice gouverneur du district 403 du Lions Club international.
1971-1977. Directeur de la Caisse centrale de coopération économique, à Bangui.
1983. Administrateur en chef de classe exceptionnelle des Affaires d’outre-mer.
2010. Décès le 25 janvier 2010, à l'hôpital de Santa Cruz de Tenerife.

## Distinctions
Pierre Raynaud a reçu les distinctions suivantes :
- Grande-Bretagne : Mentioned in Despatches, DSO.
- France : officier de la Légion d'honneur, commandeur de l’Ordre national du Mérite, Croix de guerre 1939-1945, Croix du combattant volontaire de la Résistance, Médaille de la France libre, Médaille coloniale.
- Commandeur de l’Ordre de l'Étoile équatoriale (Gabon), officier de l’étoile noire et de l’ordre du mérite mauritanien.

### Sources et liens externes
- Fiche Pierre Raynaud sur le site Special Forces Roll of Honour.
- Michael R. D. Foot, Des Anglais dans la Résistance. Le Service Secret Britannique d'Action (SOE) en France 1940-1944, annot. Jean-Louis Crémieux-Brilhac, Tallandier, 2008,  (ISBN 978-2-84734-329-8). Traduction en français par Rachel Bouyssou de (en) SOE in France. An account of the Work of the British Special Operations Executive in France, 1940-1944, London, Her Majesty's Stationery Office, 1966, 1968 ; Whitehall History Publishing, in association with Frank Cass, 2004. Ce livre présente la version officielle britannique de l’histoire du SOE en France. Une référence essentielle sur le sujet du SOE en France.
- John Vader, Nous n'avons pas joué, l'effondrement du réseau Prosper 1943, Le Capucin, 2002. Ce livre est la traduction française du livre Prosper double-cross, Sunrise Press, 1977, traduction, notes et annexes de Charles Le Brun.
- Charles Le Brun, Réseau Adolphe. Pierre Culioli, bouc émissaire de l’Intelligence Service ?, in 39/45 Magazine, n° 219, janvier 2005, p. 23-33.
- Charles Le Brun "SOE-F : Un grain de sable dans l'histoire officielle : Pierre Raynaud" in 39/45 Magazine, n° 280 juillet-août 2010, p.52-59
- (en) Lt. Col. E.G. Boxshall, Chronology of SOE operations with the resistance in France during world war II, 1960, document dactylographié (exemplaire en provenance de la bibliothèque de Pearl Witherington-Cornioley, consultable à la bibliothèque de Valençay). Voir sheet 44, JOCKEY CIRCUIT.
- Alain Decaux, Alain Decaux raconte, vol. 2, Librairie Académique Perrin, 1979,  (ISBN 2-262-00164-2), ch. XIII, L'assassinat de l'amiral Darlan, p. 282-379.
- Bob Maloubier, Les Coups tordus de Churchill, Calmann-Lévy, 2009,  (ISBN 978-2-7021-4006-2), ch. I, Liquidez l'Amiral ! et ch. II, L'opération du Saint-Esprit.
- Collectif [Fédération des Unités Combattantes de la Résistance et des F.F.I. de la Drôme], Pour l'amour de la France — Drôme-Vercors 1940-1944., Valence, Éditions Peuple Libre, 1989.
- Raymond Muelle, L'Agent qui devait mourir, in « Maquis et Résistance », collection « 20e siècle histoire des grands conflits », Trésor du patrimoine, 2005,  (ISBN 2-912-511-33-X)
- Bob Maloubier, Agent secret de Churchill 1942-1944, préface de Jean-Louis Crémieux-Brilhac, Tallandier, 2011,  (ISBN 978-2-84734-795-1).

### Sources à exploiter
- Stella King, Jacqueline, Arms and Armour, 1989.